# Bampton Classical Opera
Pour les articles homonymes, voir Bampton.
 (mai 2020).
Le Bampton Classical Opera est une compagnie d'opéra établie à Bampton, Oxfordshire, dans le sud-est de l'Angleterre. 
Elle est fondée en 1993. Toutes ses productions sont en anglais. Opera Today a qualifié l'entreprise d'« ambitieuse, innovante et imaginative ».
La compagnie est connue pour ses productions des opéras de la période classique de Mozart et ses contemporains, et pour ses billets à bas prix.
Elle travaille avec une variété de chefs d'orchestre et d'ensembles et n'a pas de directeur musical permanent. Elle utilise des orchestres d'instruments modernes et d'époque et est souvent apparu avec le London Mozart Players and Chroma Ensemble. Elle vise notamment à offrir des performances par les jeunes chanteurs.

## Histoire
Le Bampton Classical Opera a été fondé en 1993 par ses directeurs artistiques actuels, Gilly French et Jeremy Gray. Après une mise en scène du rare opéra inachevé de Mozart L'oca del Cairo (L'Oie du Caire) en 1994, l'entreprise se spécialise de plus en plus dans les œuvres rares de la période classique, généralement de la seconde moitié du XVIIIe siècle.

## Lieux
Les productions d'opéra de la compagnie mises en scène sont jouées dans un jardin à Bampton et à Westonbirt House, les locaux de la Westonbirt School, ainsi qu'à St John's Smith Square, Londres.
De temps en temps, elle fait des tournées dans d'autres lieux et festivals du Royaume-Uni, notamment le Wigmore Hall et la Purcell Room sur la South Bank de Londres, le Buxton Festival, le Cheltenham Music Festival et bien d'autres.

## Productions
À l'été 2022, la compagnie interprétera Fool Moon, une nouvelle traduction anglaise de Il mondo della luna de Haydn.
En 2001, la société a  donné un concert de La Couronne (La Corona) de Gluck,
À l'été 2021, la compagnie a joué Pâris et Hélène de Gluck, les représentations de 2020 ayant été reportées.
De nombreuses productions de la compagnie ont été des premières britanniques et peut-être des premières des temps modernes en Europe.
En 2019, elle a joué Gli sposi malcontenti (Les Époux mécontents), par Stephen Storace (1785),. Il s'agissait de la deuxième production au Royaume-Uni et cela a conduit Bampton Classical Opera à être sélectionné comme finaliste dans la catégorie Rediscovered Work (Pièce Retrouvée) des International Opera Awards 2020,

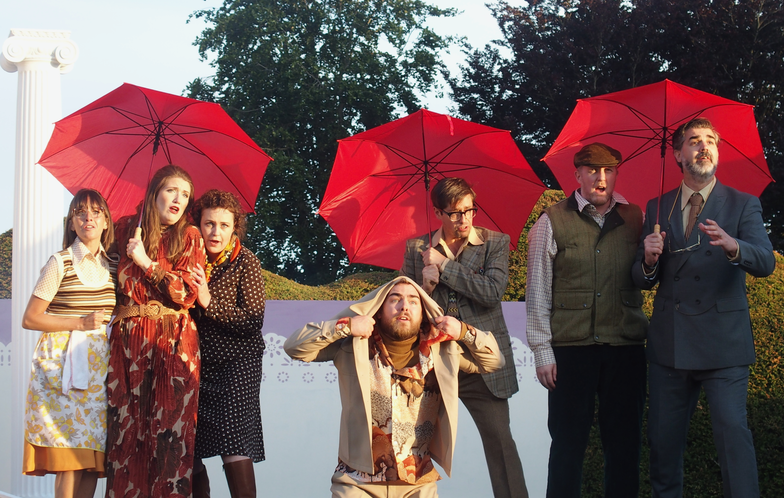
Les Époux mécontents par Stephen Storace, 2019 (joué sous le jeu de mots anglais Bride & Gloom)

.

## Concours des Jeunes Chanteurs (Young Singers' Competition)
Depuis 2013, la compagnie organise un concours biennal des jeunes chanteurs, avec une finale publique dans l'Holywell Music Room, Oxford.

## Mécènes
Parmi les mécènes sont Bonaventura Bottone, Brian Kay, Sir Roger Norrington, Andrew Parrott, Sir David Pountney et Jean Rigby.
David Cameron était un mécène parce que sa circonscription comprenait Bampton. Sir Philip Ledger, Sir Charles Mackerras et Dame Felicity Lott étaient également des mécènes.